# イケてる2人
『イケてる2人』（イケてるふたり）は、佐野タカシによる日本の漫画作品。およびこれを原作としたテレビアニメ、および実写映画（オリジナルビデオ作品）。

## 概要
『ヤングキング』（少年画報社）誌上において1997年より2010年まで連載された。単行本はヤングキングコミックスより発行され、2010年9月発売の第33巻をもって完結した。
本作品は13年間に及ぶ長期連載となっており、作品の進行に合わせて季節は移り変わる一方で登場人物の年齢は重ねられていないが、移り変わりに合わせて時代背景は変わっている。

## ストーリー
冴えない高校二年生の佐次京介は性欲を持て余した末、援助交際を求める「アリス」という女子高生の伝言ダイヤルにメッセージを送った。翌日、偶然にも「アリス」の正体が密かに憧れていたクラスメイト・小泉明であることを知った佐次は、彼女に言われるがまま安いイミテーションリングをプレゼントし、それと引き換えに小泉と肉体関係を持ってしまう。しかし、ベッドに残されていた破瓜の血から小泉がバージンだったことを知り、舞い上がった佐次は改めて彼女に強い好意を抱き、同時に彼女の謎めいた言動に興味を示し始める。一方の小泉は冷めた態度だったが、やがて佐次の猛アタックに心を解きほぐされていく。
そんな2人の周囲を囲む、恋愛と友情の物語。

## 登場人物
佐次京介
声 - 渋谷茂
本作品の主人公。小泉の同級生。小泉の彼氏を自称するが、小泉には公に認めてもらえないでいる。だが、実際には小泉にべた惚れされている。顔もいまいちで背も低く、スケベでかつては全然もてなかった。だが、面倒見が良く信義のある性格で男女ともにそれなりに好かれており、交友関係は広い。梅宮の幼馴染。初体験の相手は小泉で、その後一時かなり舞い上がったため、その影響で小泉の性格が変化している。当初はオナニーに耽る描写があったが徐々に抑えられている。どんなに離れていても、小泉の匂いをかぎ分け、追いかけるという特技を持っている。なお、小泉以外とはとりあえずセックスはしていないが、かなりギリギリのプレイはやったことがあるので、小泉に比べると浮気性で困った男でもある。
性格が変化しており、かつては性格も荒削りな素直さが目立ったが、現在は大人びた優しい面もかなり見られるようになった。家には犬のケイスケマークIIを飼っており、普通はマークIIと呼ぶ。母親は息子も認めるかなりの美人。初めのうちは普通の少年だったが、並外れた行動力や社交性のせいのため現在は経済界や芸能界やヤクザの各人に顔が利き、さらには小泉の交際相手ということで権堂コンツェルンの後継者候補になる可能性があるという凄まじい存在になっているが、本人にはその自覚はない。
小泉明
声 - 荒木香恵
本作品のヒロイン。国府館高校2年3組。かつては本番なしの援助交際もしていた謎の多いクールな美少女として知られていたが、連載が進むごとにそういった素振りは無くなり、笑顔が可愛い美少女に変わっていった。以前はロングヘアだったが、母親がロングヘアだったため切り、現在はショートヘア。テレクラで中年男性に「アリス」の名でいたずら電話を掛けていたのを佐次に見つけられ、ほとんど衝動的に関係を持つ。以来、押し掛け彼氏として奮闘する佐次に振り回されることに。佐次のことは大衆の前では邪険にしているが、実際には自分に全力の愛を注いでくれる彼のことを好きな純情少女で、第一話で佐次に抱かれるまでは処女であり、他の男に体を許したことは無い。しかしレズプレイのショーや、（本番阻止のためとはいえ）コンドームを指に装着して肛門を責めるなどかなりギリギリなこともやっていた。連載開始当初からツンデレのような性格と言われる（当時はツンデレという語句が浸透していなかった）。本人は佐次の件はとりあえず認めていないが、女子らには交際していることはほとんど既成事実のように考えられている。一方で男子は認めていない。
権堂コンツェルン会長の隠し子で本当はお嬢様。超高級マンションの最上階に一人で住む。しかし母親の小泉泪は権堂会長と正式な婚姻関係に無く、さらに権堂会長と正妻の間に子が無いことから、彼女の存在は権堂コンツェルン関係者の間では一部の人間のみ知るトップシークレットとなっている。中学時代までは父とは疎遠で、新潟にいる母方の祖父母の元で暮らしていた。本人にはレズっ気はないが、美紗の影響で時折レズプレイ自体はやっていた。背が141センチメートルと非常に低い。また、第1話ではかなりの巨乳に描かれていたが、2話以降は体格相応の貧乳になっている。猫のアキラを飼っている。いつもは佐次と呼び京介とはなかなか呼ばない。
甘糟真希
声 - 半場友恵
小泉の友人。面白いことが好きな明るい少女。結構なプロポーションの美少女にもかかわらず、カラッとしていて色気を振りまくキャラクターではないのであまり女扱いされない。かつてはゲイに男と間違われ告白されたことさえある。明るく振舞いつつも過去のトラウマから色恋沙汰を無意識に避けていたが、現在はそれを克服して桑原と交際中。耳年増らしくそれなりに知識は持っているが、邪魔が入り未だに処女のままである。『イケてる刑事』に登場する甘糟美貴は姉で、真希も同作品に時折登場している。やむをえないハプニングだったとはいえ佐次による精液を顔にかけられたり、皆の前で尿意が限界を迎えるなど苦労させられている。
蟻賀瀬涼子
声 - 古山あゆみ
小泉の友人。肉体的にも精神的にも非常に大人っぽい女性。大学生の此江と交際中。だが、大人びた肢体と色っぽさのため、佐次を含む他の人物達にもHなことをされるシーンがある。小泉から直接聞く前から小泉と佐次が関係を持っているのはほとんど確信していた。母親と2人暮らしで家事をしているため、料理など家庭的なことが得意。小泉や甘糟によって皆の前でブラジャーを外され乳房を完全に露出させられた上にバストトップまで披露させられたりと、甘糟以上に苦労させられている。佐次からは男性器を摩擦に加えて体全体に射精されたこともあるが、佐次が人形供養で恐怖の限界を越えていたこともあり笑って許している。
桑原進
声 - 田邊真悟
佐次の友人。連載途中で甘糟と交際を始めるが、邪魔されるため、未だに童貞。甘糟に足責めされた影響で足フェチとなる。大学でサバイバル研究会の会長を務める兄がおり、時折合宿の手伝いに駆り出されている。
浦和克典
声 - ねずみ
佐次の友人。メガネを掛けている。年上の彼女と遠距離恋愛中で、佐次にも気を使われている。
桜井兼人
声 - 後藤邑子
女装少年。女のように見える強烈な美少年で、佐次のことが好き。佐次自身は男として気持ちは受け取れないものの、大事な後輩であり、ピンチの時には駆けつける。小泉より背が低い。同学年からの女装の評判は男女問わず非常によい。ただし、女装をするのは佐次に対する好意のためであり、普段は男性のものを着用している。後に空豆と恋仲になる。
梅宮悠樹
声 - 山田美穂
佐次の幼馴染。かつては佐次のことが好きで、今も好感は抱いているが、佐次と小泉を暖かく見守っている。佐次と小泉がHしていることを小泉から直接的に聞いた最初の人物。現在は黒木楓と交際している。長身で巨乳ということもあり、スカウトされて永盛由花菜と同じ事務所に所属するアイドルとなる。
黒木美紗
声 - 笠井律子
小泉の古い友人。レズビアン。楓の妹。小泉たちとは違い、女子高に通う。小泉のことが好きだったが、小泉にレズっ気がないのは明らかなので佐次には敵わないと一応諦めてはいる。しかし美紗がレズビアンに目覚めたのは援助交際の祭のレズプレイの影響であった。小泉と会うたびに日常的にキスやボディタッチ、全裸で誘惑などを仕掛けている。
後に米国の母の元へ留学を決め、佐次に小泉を賭けた勝負を、彼を試す意味も兼ねて挑み、小泉への気持ちに区切りをつけて旅立つ。
黒木楓
黒木美紗の双子の兄。小泉の母である小泉泪が乳母で、小泉とは乳兄妹なのだが本人は知らない。当初は小泉が目当てで米国から帰国し同じ高校に編入するが、現在は何となく兄のような気持で見守っている（乳兄妹であるがゆえの感覚か）。背が高く学校一の美形。日本では女性と交際したことは無かったが、海外ではかなりのプレーボーイだった様子。現在は梅宮と交際中。幼少時に泪の巨乳のせいで窒息しかかったトラウマがあったため巨乳恐怖症だったが、梅宮が気になるようになってそれを克服した。
安西まどか
佐次と梅宮の小学生時代の同級生で、佐次の初恋の人物。髪型はポニーテール。佐次のことを京介と下の名前で呼ぶ。小学生の時に転校するが、再び地元に戻って国府館高校に転入。非常に明るく猫のように気まぐれで、初恋の少女との再会に戸惑う佐次を振り回す。佐次をからかっていたところ、ついうっかり本当に佐次の陰茎を口に銜える行為に発展してしまうなど予想外の行動もとるが、佐次は過去の話だとしてとりあえず決着はつける。親の都合で転校となり佐次の元を去るが、その後も携帯でメールのやり取り自体は時折行っていた。その後、近くの高校に転入。
此江真太郎
蟻賀瀬の恋人。桑原の兄が会長を務める大学のサバイバル研究会の一年生で、実質的にはパシリ。非常に気弱でいい人のため、佐次達周囲の人間からは蟻賀瀬の下僕のようなイメージが強い模様。しかし実際は心優しい上に意外と男気もある。そのような点のほか、母性本能をくすぐる頼りなげな印象も相まって、蟻賀瀬も彼にはベタ惚れしている。Hに関しては早い上にスタミナが無いらしい。
黒木智史
42歳。楓と美紗の父親。権藤コンツェルンの役員。部下からは「室長」という役職名で呼ばれている。小泉の保護者のような役目であり、小泉の情報を封じているのも彼である。かつては権堂会長の命により小泉明のお目付け役だったのだが、小泉と佐次の幸せそうな様子を見てつい許してしまっている。また、佐次とはエロつながりで個人的な交友があり、佐次の小泉へのセクハラに肝をひやしつつもそれなりに信頼はしている。一見普通のオヤジだが、権藤会長の泣き所であるといえる小泉の保護を一任されていたり、反会長派の動きを嗅ぎつけて脅しに近い鋭い牽制を行ったりなど、仕事面ではかなりの切れ者である。また、恋人の梅宮を華麗にエスコートする楓の姿を見た麻宮が「さすが室長の御息子」と言ったことから、かつては息子同様にプレイボーイだったことがうかがえる。
普段は米国在住で、時折日本に帰っては小泉の世話を焼こうとしている。妻も同様に米国で暮らしているが別居中らしく、楓に「母は家庭より仕事を取った人」と評されるなど、夫婦仲はそう芳しくない様子。
麻宮
黒木室長の部下。佐次に「お姉さま」と形容されるなど、いかにも大人のお姉さんといった感じの温和な美女。黒木室長と同じく、権藤コンツェルン内で小泉をサポートしている一人。小泉の保護者として一時期同居していたこともある。穏やかなイメージに反してプロポーションは抜群で、私生活ではひもパンを所有するなどセクシーな大人の一面をのぞかせることも。個人的な恋愛描写がされたことがほとんど無く、そもそも意中の相手の有無すら不明だが、黒木室長に対して頬を染めるなど、彼に想いを寄せているようにとれる描かれ方もわずかにある。エッチな夢を見る場面では、寝言で夢の中の相手に敬語を使っていた。
永盛由花菜
梅宮と同じ事務所の巨乳アイドル。普段は別の高校に通っている。テレビのドッキリ企画がもとで佐次たちと知り合い、そこで自分の存在を食ってしまった小泉に強烈な嫉妬を抱いて、佐次を魅惑しようとした。だが、佐次にアイドルなのだがらもっと自分を大事にしなければならないと言われ逆に惚れてしまう。梅宮からはその件で忠告されているが反発している。非常に高飛車だが根は真面目。
空豆龍虎
転入生。父親が男の跡取りを欲しがったため、男として育てられる羽目になったヤクザの跡取り少女。かなり父親がぼけており、一時は女だということさえ忘れられていた。育ちのせいで当初は学校でも男と偽っていたが、実際は非常にグラマラスなプロポーションの美少女。格闘技術に優れている。桜井と仲がよく、後に恋仲となる。
瀬波真
小泉の新潟時代の旧友。男嫌いのレズビアンで小泉に友情以上の愛情を感じている。一緒にいた頃のクールな小泉が好きだったので、わざわざ国府館までやってきた。小泉に良くも悪くも影響を与える佐次にライバル心を抱いていて、しばしば得意の空手で佐次をしばき倒している。ボクっ娘。当初はロングだったが、小泉が佐次のことを一途に想っていると分かって髪を切り、ショートカットに。その後、男嫌いの気持ちを越えて佐次に恋心を抱くが、願いが叶わないことを悟り新潟に帰った。
小泉泪
故人。明の母親。新潟県出身。顔自体は明にそっくりだが、明と違って巨乳でスタイル抜群。27歳で死去している。家族は勘当状態にしたが、後になって後悔しているようである。多くの関係者達に惚れられていた模様。
祝迫由姫
2年3組担任の女性。25歳。メガネを掛けている。佐次からは由姫ちゃんと呼ばれている。
唐沢先生
桜井のクラス担任。担当教科は保健体育。見た目はまともな男性教師だが桜井ラブ。佐次から桜井の写真で買収されたりすることもある。
甘糟美貴
甘糟の姉で愛浜署の女刑事。爆乳の美人で、「見てるだけでイキそう」とまで評されるナイスバディの持ち主。佐野タカシの別作品『イケてる刑事』のヒロインでもある。面白いこと好きの過激な性格で甘糟と桑原の初エッチの邪魔（本人はアドバイスのつもり）をしたりしている。
桜田門玲
愛浜署の婦警。こちらも『イケてる刑事』からのゲスト出演で桜井と共演。顔・スタイル良しだけど秘密あり。

## テレビアニメ
1999年2月2日から同年2月26日まで、TBS系のバラエティ番組『ワンダフル』の枠内で放送された。全16話。放送されたOP映像には、主題歌を担当した木村由姫が出演したPVが一部で使用されていた。
内容では、「俺の小宇宙ー!」や、「悪夢の王の一片よ…」といった、他作品のパロディネタもいくつか見られる。

### スタッフ
- 監督 - 山口武志
- 脚本 - 我妻正義、鴨義信
- キャラクターデザイン - 大木良一
- 美術監督 - 廣瀬義憲
- 撮影監督 - 安津畑隆
- 編集 - 関一彦
- 音楽 - MOKA
- 音響監督 - 田中一也
- プロデューサー - 福良啓
- アニメーション制作 - J.C.STAFF
- 製作協力 - パイオニアLDC
- 製作 - TBS

### 主題歌
オープニングテーマ「Fall in YOU」
作詞 - 麻倉真琴 / 作曲・編曲 - 浅倉大介 / 歌 - 木村由姫
- エンディングテーマはなし。

### 各話リスト
| 話数 | サブタイトル                                 | 絵コンテ     | 演出             | 作画監督       | 放送日        |
| ---- | -------------------------------------------- | ------------ | ---------------- | -------------- | ------------- |
| 1    | SOS! 渋谷でアリス♥                           | 山口武志     | 山口武志         | 大木良一       | 1999年 2月2日 |
| 2    | ビートでピックン、巨乳でプルン               | 山口武志     | 山口武志         | 大木良一       | 2月3日        |
| 3    | プ〜リプリ〜のく〜らくら〜                   | 山口武志     | 山口武志         | 大木良一       | 2月4日        |
| 4    | せめてベッドで…                              | 山口武志     | 山口武志         | 大木良一       | 2月5日        |
| 5    | アブナイ恋人? いきなりでチュ〜               | 井硲清高     | 井硲清高         | 杉本功         | 2月9日        |
| 6    | 追試が吹けば、パンティがも〜かる?            | 井硲清高     | 井硲清高         | 杉本功         | 2月10日       |
| 7    | 絶交! には、チクチク攻撃が…チク?             | 井硲清高     | 井硲清高         | すみし・あれん | 2月11日       |
| 8    | スウィート・ハート・バレンタイン・スペシャル | 井硲清高     | 井硲清高         | 前田一雪       | 2月12日       |
| 9    | 先手! 小泉明の萌える夜♥                      | 松下ヒロユキ | 横山広行         | 笠原彰         | 2月16日       |
| 10   | みんなのアイドル、桜井くん♥パォ              | 近藤信宏     | 横山広行         | 笠原彰         | 2月17日       |
| 11   | コタツでグ〜! ニャンコプリントの夜           | 日下政和     | 横山広行         | 服部憲知       | 2月18日       |
| 12   | パジャマパーティ 宇宙へ翔べ!!                | 井硲清高     | 横山広行         | 服部憲知       | 2月19日       |
| 13   | ヌレてる探偵、甘糟物語                       | 岡本英樹     | ながはまのりひこ | 高鉾誠         | 2月23日       |
| 14   | おもひで、ぷにょぷにょ 未知からの挑戦!       | 岡本英樹     | ながはまのりひこ | 高鉾誠         | 2月24日       |
| 15   | 史上最大のゆうわく♥小泉よ何処へ?             | 岡本英樹     | ながはまのりひこ | 高鉾誠         | 2月25日       |
| 16   | 最終回 イケてる2人に花束を!                  | 岡本英樹     | ながはまのりひこ | 高鉾誠         | 2月26日       |

## 実写映画
2009年10月2日から同年10月4日まで、東京・シネマート六本木で単館上映された実写映画（オリジナルビデオ）。ヲタクアイドルユニット中野腐女子シスターズの京本有加の初主演映画となる。2009年12月25日にはDVDが発売された。
出演　
- 小泉明 - 京本有加
- 佐次京介 - 吉田貴幸
- 甘糟真希 - 里久鳴祐果
- 蟻賀瀬涼子 - 大江朝美
- 梅宮悠樹 - 相多愛
- 黒木美紗 - 月見栞
- 中年変態オヤジ - 鳥肌実（特別出演）

スタッフ　
- 製作 - 山田浩貴
- 監督・脚本 - 奥渉
- 製作・配給宣伝 - GPミュージアムソフト

## 読切・スピンオフ作品
イケてる2人 社会人編　
『月刊ヤングキング』2010年1月号に掲載された読み切り作品。小企業で営業部の佐次と一流企業でキャリアウーマンの小泉の、大人になった2人のエピソード。佐野タカシの別作品『あげきす』単行本第2巻に併録。
イケてる刑事（イケてるポリス）　
『イケてる2人』のスピンオフ作品。当初は『ヤングキング別冊キングダム』にて連載され、2004年12号まで掲載。同誌の休刊後は『ヤングキング』本誌に移籍し、2005年18号から2006年5号まで、断続的に計5話が掲載された。単行本はヤングキングコミックスより全9巻。
新人刑事の近藤武を主人公とし、『イケてる2人』本編にも登場する甘糟美貴がメインヒロインを務め、ほぼ全員が女性という架空の警察署・愛浜署を舞台とした刑事物。最終の5話分においては、後任の新人刑事沖田祐に主人公を交代している。

## 書誌情報
- 佐野タカシ 『イケてる2人』 少年画報社〈ヤングキングコミックス〉 全33巻

1. 1997年9月15日初版発行、ISBN 4-7859-1590-0
2. 1998年2月15日初版発行、ISBN 4-7859-1816-0
3. 1998年8月1日初版発行、ISBN 4-7859-1848-9
4. 1998年12月15日初版発行、ISBN 4-7859-1879-9
5. 1999年3月15日初版発行、ISBN 4-7859-1893-4
6. 1999年8月15日初版発行、ISBN 4-7859-1926-4
7. 2000年3月1日初版発行、ISBN 4-7859-1967-1
8. 2000年6月15日初版発行、ISBN 4-7859-1992-2
9. 2000年10月15日初版発行、ISBN 4-7859-2027-0
10. 2001年5月15日初版発行、ISBN 4-7859-2073-4
11. 2001年11月15日初版発行、ISBN 4-7859-2132-3
12. 2002年3月15日初版発行、ISBN 4-7859-2161-7
13. 2002年7月15日初版発行、ISBN 4-7859-2196-X
14. 2003年2月1日初版発行、ISBN 4-7859-2264-8
15. 2003年6月15日初版発行、ISBN 4-7859-2308-3
16. 2004年1月1日初版発行、ISBN 4-7859-2376-8
17. 2004年5月15日初版発行、ISBN 4-7859-2411-X
18. 2004年10月15日初版発行、ISBN 4-7859-2463-2
19. 2005年2月15日初版発行、ISBN 4-7859-2503-5
20. 2005年5月15日初版発行、ISBN 4-7859-2525-6
21. 2005年9月1日初版発行、ISBN 4-7859-2559-0
22. 2006年2月1日初版発行、ISBN 4-7859-2596-5
23. 2006年7月15日初版発行、ISBN 4-7859-2650-3
24. 2006年12月31日初版発行、ISBN 4-7859-2726-7
25. 2007年6月15日初版発行、ISBN 978-4-7859-2776-9
26. 2007年11月1日初版発行、ISBN 978-4-7859-2855-1
27. 2008年4月1日初版発行、ISBN 978-4-7859-2919-0
28. 2008年9月24日初版発行、ISBN 978-4-7859-3021-9
29. 2009年3月5日初版発行、ISBN 978-4-7859-3110-0
30. 2009年9月7日初版発行、ISBN 978-4-7859-3215-2
31. 2010年1月7日初版発行、ISBN 978-4-7859-3283-1
32. 2010年3月5日初版発行、ISBN 978-4-7859-3320-3
33. 2010年9月15日初版発行、ISBN 978-4-7859-3459-0

- 佐野タカシ 『イケてる刑事』 少年画報社〈ヤングキングコミックス〉 全9巻

1. 2000年1月15日初版発行、ISBN 4-7859-1959-0
2. 2000年12月1日初版発行、ISBN 4-7859-2033-5
3. 2001年7月15日初版発行、ISBN 4-7859-2092-0
4. 2002年5月15日初版発行、ISBN 4-7859-2175-7
5. 2002年12月1日初版発行、ISBN 4-7859-2245-1
6. 2003年8月15日初版発行、ISBN 4-7859-2327-X
7. 2004年2月15日初版発行、ISBN 4-7859-2386-5
8. 2004年12月15日初版発行、ISBN 4-7859-2481-0
9. 2006年6月1日初版発行、ISBN 4-7859-2636-8